# Sport-Club Freiburg 1994-1995
Questa voce raccoglie le informazioni riguardanti lo Sport-Club Freiburg nelle competizioni ufficiali della stagione 1994-1995.

## Stagione
Nella stagione 1994-1995 il Friburgo, allenato da Volker Finke, concluse il campionato di Bundesliga al 3º posto. In Coppa di Germania il Friburgo fu eliminato al primo turno dallo Kickers Stoccarda.

## Rosa
| N. |                     | Ruolo | Calciatore             |
| -- | ------------------- | ----- | ---------------------- |
| 1  | Germania (bandiera) | P     | Jörg Schmadtke         |
| 2  | Germania (bandiera) | D     | Martin Spanring        |
| 3  | Germania (bandiera) | D     | Thomas Vogel           |
| 4  | Germania (bandiera) | C     | Andreas Zeyer          |
| 5  | Russia (bandiera)   | A     | Aleksandr Borodjuk     |
| 7  | Germania (bandiera) | D     | Jörg Heinrich          |
| 9  | Germania (bandiera) | C     | Jens Todt              |
| 10 | Germania (bandiera) | C     | Maximilian Heidenreich |
| 11 | Germania (bandiera) | A     | Uwe Spies              |
| 12 | Germania (bandiera) | C     | Ralf Kohl              |
| 13 | Germania (bandiera) | D     | Stefan Müller          |
| 14 | Albania (bandiera)  | A     | Altin Rraklli          |

| N. |                      | Ruolo | Calciatore        |
| -- | -------------------- | ----- | ----------------- |
| 15 | Germania (bandiera)  | C     | Oliver Freund     |
| 16 | Grecia (bandiera)    | A     | Paschalis Seretis |
| 18 | Germania (bandiera)  | D     | Karsten Neitzel   |
| 19 | Germania (bandiera)  | C     | Andreas Bornemann |
| 20 | Croazia (bandiera)   | D     | Damir Burić       |
| 21 | Germania (bandiera)  | D     | Axel Sundermann   |
| 22 | Germania (bandiera)  | A     | Uwe Wassmer       |
| 23 | Germania (bandiera)  | P     | Dietmar Hummel    |
| 24 | Germania (bandiera)  | P     | Stefan Beneking   |
|    | Argentina (bandiera) | C     | Jorge Alberich    |
|    | Germania (bandiera)  | C     | Andres Cardoso    |
|    | Argentina (bandiera) | C     | Rodolfo Cardoso   |

## Organigramma societario
Area tecnica
- Allenatore: Volker Finke
- Allenatore in seconda: Achim Sarstedt
- Preparatore dei portieri:
- Preparatori atletici:

## Calciomercato

### Sessione estiva
| Acquisti | Acquisti        | Acquisti          | Acquisti |
| R.       | Nome            | da                | Modalità |
| -------- | --------------- | ----------------- | -------- |
| D        | Jörg Heinrich   | Kickers Emden     |          |
| D        | Karsten Neitzel | Kickers Stoccarda |          |
| D        | Axel Sundermann | Hannover 96       |          |

| Cessioni | Cessioni        | Cessioni          | Cessioni |
| R.       | Nome            | a                 | Modalità |
| -------- | --------------- | ----------------- | -------- |
| D        | Paul Caligiuri  | Hansa Rostock     |          |
| C        | Stefan Sartori  | VfB Gaggenau      |          |
| D        | Thomas Schmidt  | Monaco 1860       |          |
| D        | Jan Seifert     | Lokomotive Lipsia |          |
| C        | Christian Simon | Saarbrücken       |          |

### Sessione invernale
| Acquisti | Acquisti | Acquisti | Acquisti |
| R.       | Nome     | da       | Modalità |
| -------- | -------- | -------- | -------- |

| Cessioni | Cessioni | Cessioni | Cessioni |
| R.       | Nome     | a        | Modalità |
| -------- | -------- | -------- | -------- |

## Risultati

### Bundesliga

#### Girone di andata
| Arbitro: | Albrecht |

|                    |           |  |
| Knup 34’ Reich 62’ | Marcatori |  |

| Arbitro: | Weber |

|                                                            |           |           |
| Spanring 11’ Kohl 17’ Cardoso 18’, 58’ (rig.) Heinrich 68’ | Marcatori | 32’ Ziege |

| Arbitro: | Casper |

|             |           |                                  |
| Dittgen 46’ | Marcatori | 11’ Müller 63’ Spies 83’ Cardoso |

| Arbitro: | Dardenne |

|           |           |                               |
| Zeyer 24’ | Marcatori | 8’ Bode 45’ Basler 46’ Hobsch |

| Arbitro: | Berg |

|          |           |                           |
| Aden 57’ | Marcatori | 2’ Cardoso 34’, 90’ Spies |

| Arbitro: | Heynemann |

|                    |           |                   |
| Cardoso 43’ (rig.) | Marcatori | 27’ (aut.) Müller |

| Arbitro: | Steinborn |

|             |           |               |
| Cardoso 31’ | Marcatori | 14’ Effenberg |

| Arbitro: | Strampe |

|           |           |                              |
| Közle 79’ | Marcatori | 65’ Spies 73’ (rig.) Cardoso |

| Arbitro: | Krug |

|                                    |           |  |
| Spanring 10’ Kohl 26’ Heinrich 47’ | Marcatori |  |

| Arbitro: | Kiefer |

|                                       |           |  |
| Trares 4’ Winkler 35’, 82’ Bodden 65’ | Marcatori |  |

| Arbitro: | Berg |

|                                             |           |                       |
| Cardoso 43’ Todt 76’ Spanring 83’ Spies 90’ | Marcatori | 67’ Zdebel 78’ Janßen |

| Arbitro: | Jansen |

|                                 |           |                       |
| Kuka 25’, 42’ Brehme 77’ (rig.) | Marcatori | 45’ Cardoso 68’ Zeyer |

| Arbitro: | Fischer |

|                                    |           |  |
| Roth 53’ (aut.) Cardoso 75’ (rig.) | Marcatori |  |

| Arbitro: | Ziller |

|            |           |          |
| Möller 59’ | Marcatori | 76’ Kohl |

| Arbitro: | Best |

|                             |           |  |
| Todt 48’ Cardoso 64’ (rig.) | Marcatori |  |

| Arbitro: | Heynemann |

|  |           |                             |
|  | Marcatori | 2’ Spies 61’ (rig.) Cardoso |

| Arbitro: | Osmers |

|                                       |           |  |
| Cardoso 45’ (rig.) Spies 78’ Kohl 89’ | Marcatori |  |

#### Girone di ritorno
| Arbitro: | Jansen |

|                      |           |             |
| Cardoso 19’ Todt 81’ | Marcatori | 11’ Schmitt |

| Arbitro: | Weber |

|                       |           |                        |
| Scholl 44’ Helmer 69’ | Marcatori | 4’ Sundermann 29’ Todt |

| Arbitro: | Dardenne |

|                                    |           |          |
| Heinrich 43’ Zeyer 45’ Cardoso 80’ | Marcatori | 37’ Rath |

| Arbitro: | Krug |

|                                                              |           |           |
| Basler 2’, 52’ Votava 27’ Herzog 41’ (rig.) Vogel 50’ (aut.) | Marcatori | 57’ Spies |

| Arbitro: | Fischer |

|             |           |                             |
| Wassmer 86’ | Marcatori | 17’ (rig.) Wegmann 63’ Wosz |

| Arbitro: | Habermann |

|                      |           |                                         |
| Völler 42’ Hapal 85’ | Marcatori | 18’, 23’ Wassmer 60’ Heinrich 82’ Burić |

| Arbitro: | Osmers |

|            |           |                       |
| Dahlin 18’ | Marcatori | 13’ Burić 15’ Wassmer |

| Arbitro: | Buchhart |

|                         |           |  |
| Spies 6’, 86’ Zeyer 23’ | Marcatori |  |

| Arbitro: | Fröhlich |

|            |           |                |
| Lečkov 43’ | Marcatori | 35’, 84’ Spies |

| Arbitro: | Casper |

|              |           |           |
| Spanring 54’ | Marcatori | 42’ Nowak |

| Arbitro: | Pohlmann |

|                          |           |  |
| Labbadia 24’ Greiner 88’ | Marcatori |  |

| Arbitro: | Krug |

|                                     |           |          |
| Zeyer 5’ Heinrich 68’, 88’ Kohl 72’ | Marcatori | 34’ Kuka |

| Arbitro: | Aust |

|                |           |                              |
| Komljenović 5’ | Marcatori | 16’ Cardoso 52’ (aut.) Köpke |

| Arbitro: | Wiesel |

|                   |           |          |
| Sammer 75’ (aut.) | Marcatori | 48’ Zorc |

| Arbitro: | Osmers |

|         |           |  |
| Kögl 3’ | Marcatori |  |

| Arbitro: | Albrecht |

|              |           |  |
| Heinrich 78’ | Marcatori |  |

| Arbitro: | Strampe |

|             |           |                           |
| Pereira 40’ | Marcatori | 45’ Spies 89’ Heidenreich |

### Coppa di Germania
| Arbitro: | Best |

|                                    |           |          |
| Hofacker 17’, 86’ (rig.) Volke 90’ | Marcatori | 30’ Todt |

## Statistiche

### Statistiche di squadra
| Competizione      | Punti | In casa | In casa | In casa | In casa | In casa | In casa | In trasferta | In trasferta | In trasferta | In trasferta | In trasferta | In trasferta | Totale | Totale | Totale | Totale | Totale | Totale | DR  |
| Competizione      | Punti | G       | V       | N       | P       | Gf      | Gs      | G            | V            | N            | P            | Gf           | Gs           | G      | V      | N      | P      | Gf     | Gs     | DR  |
| ----------------- | ----- | ------- | ------- | ------- | ------- | ------- | ------- | ------------ | ------------ | ------------ | ------------ | ------------ | ------------ | ------ | ------ | ------ | ------ | ------ | ------ | --- |
| Bundesliga        | 66    | 17      | 11      | 4       | 2       | 38      | 15      | 17           | 9            | 2            | 6            | 28           | 29           | 34     | 20     | 6      | 8      | 66     | 44     | +22 |
| Coppa di Germania | -     | 0       | 0       | 0       | 0       | 0       | 0       | 1            | 0            | 0            | 1            | 1            | 3            | 1      | 0      | 0      | 1      | 1      | 3      | -2  |
| Totale            | 66    | 17      | 11      | 4       | 2       | 38      | 15      | 18           | 9            | 2            | 7            | 29           | 32           | 35     | 20     | 6      | 9      | 67     | 47     | +20 |

### Andamento in campionato
| Giornata  | 1  | 2 | 3 | 4 | 5 | 6 | 7 | 8 | 9 | 10 | 11 | 12 | 13 | 14 | 15 | 16 | 17 | 18 | 19 | 20 | 21 | 22 | 23 | 24 | 25 | 26 | 27 | 28 | 29 | 30 | 31 | 32 | 33 | 34 |
| --------- | -- | - | - | - | - | - | - | - | - | -- | -- | -- | -- | -- | -- | -- | -- | -- | -- | -- | -- | -- | -- | -- | -- | -- | -- | -- | -- | -- | -- | -- | -- | -- |
| Luogo     | T  | C | T | C | T | C | C | T | C | T  | C  | T  | C  | T  | C  | T  | C  | C  | T  | C  | T  | C  | T  | T  | C  | T  | C  | T  | C  | T  | C  | T  | C  | T  |
| Risultato | P  | V | V | P | V | N | N | V | V | P  | V  | P  | V  | N  | V  | V  | V  | V  | N  | V  | P  | P  | V  | V  | V  | V  | N  | P  | V  | V  | N  | P  | V  | V  |
| Posizione | 17 | 6 | 5 | 9 | 7 | 7 | 8 | 7 | 3 | 7  | 5  | 8  | 6  | 7  | 4  | 4  | 4  | 3  | 3  | 3  | 5  | 5  | 5  | 5  | 3  | 3  | 3  | 4  | 3  | 3  | 3  | 3  | 3  | 3  |

Legenda:

Luogo: C = Casa; T = Trasferta. Risultato: V = Vittoria; N = Pareggio; P = Sconfitta.

### Statistiche dei giocatori
| Giocatore      | Bundesliga | Bundesliga | Bundesliga  | Bundesliga | Coppa di Germania | Coppa di Germania | Coppa di Germania | Coppa di Germania | Totale   | Totale | Totale      | Totale     |
| Giocatore      | Presenze   | Reti       | Ammonizioni | Espulsioni | Presenze          | Reti              | Ammonizioni       | Espulsioni        | Presenze | Reti   | Ammonizioni | Espulsioni |
| -------------- | ---------- | ---------- | ----------- | ---------- | ----------------- | ----------------- | ----------------- | ----------------- | -------- | ------ | ----------- | ---------- |
| J. Alberich    | 0          | 0          | 0           | 0          | 0                 | 0                 | 0                 | 0                 | 0        | 0      | 0           | 0          |
| S. Beneking    | 1          | 0          | 0           | 0          | 0                 | 0                 | 0                 | 0                 | 1        | 0      | 0           | 0          |
| A. Bornemann   | 0          | 0          | 0           | 0          | 0                 | 0                 | 0                 | 0                 | 0        | 0      | 0           | 0          |
| A. Borodjuk    | 7          | 0          | 0           | 0          | 0                 | 0                 | 0                 | 0                 | 7        | 0      | 0           | 0          |
| M. Braun       | 19         | 0          | 0           | 0          | 1                 | 0                 | 0                 | 0                 | 20       | 0      | 0           | 0          |
| D. Burić       | 13         | 2          | 2           | 0          | 1                 | 0                 | 1                 | 0                 | 14       | 2      | 3           | 0          |
| A. Cardoso     | 0          | 0          | 0           | 0          | 1                 | 0                 | 0                 | 0                 | 1        | 0      | 0           | 0          |
| R. Cardoso     | 30         | 16         | 4           | 0          | 0                 | 0                 | 0                 | 0                 | 30       | 16     | 4           | 0          |
| O. Freund      | 14         | 0          | 1           | 1          | 1                 | 0                 | 0                 | 0                 | 15       | 0      | 1           | 1          |
| M. Heidenreich | 23         | 1          | 3           | 0          | 0                 | 0                 | 0                 | 0                 | 23       | 1      | 3           | 0          |
| J. Heinrich    | 33         | 7          | 3           | 0          | 1                 | 0                 | 0                 | 0                 | 34       | 7      | 3           | 0          |
| D. Hummel      | 0          | 0          | 0           | 0          | 0                 | 0                 | 0                 | 0                 | 0        | 0      | 0           | 0          |
| R. Kohl        | 27         | 5          | 9           | 0          | 1                 | 0                 | 0                 | 0                 | 28       | 5      | 9           | 0          |
| S. Müller      | 5          | 1          | 1           | 0          | 0                 | 0                 | 0                 | 0                 | 5        | 1      | 1           | 0          |
| K. Neitzel     | 5          | 0          | 2           | 0          | 1                 | 0                 | 0                 | 0                 | 6        | 0      | 2           | 0          |
| A. Rraklli     | 17         | 0          | 1           | 0          | 1                 | 0                 | 0                 | 0                 | 18       | 0      | 1           | 0          |
| J. Schmadtke   | 34         | 0          | 1           | 1          | 1                 | 0                 | 0                 | 0                 | 35       | 0      | 1           | 1          |
| P. Seretis     | 7          | 0          | 0           | 0          | 1                 | 0                 | 0                 | 0                 | 8        | 0      | 0           | 0          |
| M. Spanring    | 25         | 4          | 7           | 0          | 1                 | 0                 | 0                 | 0                 | 26       | 4      | 7           | 0          |
| U. Spies       | 34         | 13         | 3           | 0          | 0                 | 0                 | 0                 | 0                 | 34       | 13     | 3           | 0          |
| A. Sundermann  | 29         | 1          | 4           | 1          | 0                 | 0                 | 0                 | 0                 | 29       | 1      | 4           | 1          |
| J. Todt        | 32         | 4          | 2           | 0          | 1                 | 1                 | 0                 | 1                 | 33       | 5      | 2           | 1          |
| T. Vogel       | 27         | 0          | 7           | 0          | 0                 | 0                 | 0                 | 0                 | 27       | 0      | 7           | 0          |
| U. Wassmer     | 22         | 4          | 2           | 0          | 0                 | 0                 | 0                 | 0                 | 22       | 4      | 2           | 0          |
| A. Zeyer       | 32         | 5          | 3           | 1          | 1                 | 0                 | 0                 | 0                 | 33       | 5      | 3           | 1          |